# Pak van mijn hart
Pak van mijn hart is een Nederlandse speelfilm uit 2014, geregisseerd door Kees van Nieuwkerk.

## Verhaal
De broers Tom en Niek beheren het kledingverhuurbedrijf en de Sinterklaascentrale van hun vader Niek sr. Tom is een ongebonden oud-soapacteur die het leven niet te serieus neemt, terwijl Niek een traditionele familieman en workaholic is. De knappe marketingstrateeg Julia wordt door een Amerikaanse frisdrankfabrikant naar Nederland gestuurd om hun cola te promoten tijdens het Sinterklaasfeest, met een jonge dansende Kerstman. Tom en Niek worden gevraagd het plan mede te ontwikkelen. Er ontstaat een liefdesspel tussen Tom, Niek en Julia.
Niek sr., de vader van Niek en Tom, is dementerend. Hij denkt dat hij Sinterklaas is en loopt soms over het dak van het bejaardentehuis om zijn paard te zoeken. Lars, de zoon van Karin en Niek, vraagt als Sinterklaascadeau dat zijn ouders weer bij elkaar komen. Als Lars tegen Niek vertelt dat hij Tom en Karin zag kussen, lijkt die wens verder weg dan ooit. Tom richt uiteindelijk zijn pijlen weer op Julia, die hij, als ze terug wil reizen naar Amerika, met diverse capriolen probeert duidelijk te maken dat hij verliefd op haar is.

## Productie
Het verhaal van de film werd bedacht door Ivo Martijn, die het plan aandroeg bij Eyeworks. Het scenario werd in eerste instantie geschreven door Jacqueline Eskamp. Het uiteindelijke script werd geschreven en voltooid door Simone Kome van Breugel, Ivo Martijn en Valentijn Moerdijk. Als regisseur trok Eyeworks Kees van Nieuwkerk aan, die in 2010 zijn eerste speelfilm Sterke verhalen had afgeleverd.
Als hoofdrolspelers werden Benja Bruijning en Fedja van Huêt gecast, die eerder respectievelijk in de romantische comedy's Alles is familie en Soof speelden. De vrouwelijke hoofdrollen gingen naar Chantal Janzen, die eerder te zien was in Alles is liefde, en Halina Reijn. Ook Bram van der Vlugt sloot zich aan bij de cast. In de film pakte hij zijn rol van Sinterklaas, die hij in 2011 officieel overdroeg aan Stefan de Walle, nogmaals op. Eerder deed hij dat in de film Bennie Stout. De opnames begonnen in november 2013. Nick & Simon maakten het titelnummer van de film, dat op single verscheen. De officiële première was op 27 oktober 2014 in Hilversum.

## Ontvangst
De film werd door recensenten vergeleken met het succesvolle Alles is Liefde uit 2007, maar werd een stuk kritischer ontvangen. De Stentor, het Algemeen Dagblad en Veronica Magazine gaven de film twee uit vijf sterren. Ook de Volkskrant en De Telegraaf hadden slechts twee sterren voor de films over, waarbij De Telegraaf sprak van een 'slordig geregisseerde' film en wees op het ontbreken van chemie tussen de hoofdrolspelers. Pro-Test schreef dat de personages allemaal niet de gunfactor, nodig voor een romantische komedie, bezaten.
Bij het publiek liep de film beter, drie dagen nadat de film was uitgekomen werd de status van Gouden Film (honderdduizend bezoekers) bereikt. Op 24 december 2014 werd bekend dat de film meer dan 400.000 bezoekers heeft getrokken en bekroond is met een Platina Film.

## Rolverdeling
| Acteur             | Personage        |
| ------------------ | ---------------- |
| Benja Bruijning    | Tom Kuyper       |
| Fedja van Huêt     | Niek Kuyper jr.  |
| Chantal Janzen     | Julia van Gaalen |
| Halina Reijn       | Karin Kuyper     |
| Bram van der Vlugt | Niek Kuyper sr.  |
| Beppie Melissen    | Nel              |
| Nathan Meeter      | Lars Kuyper      |
| Loes Haverkort     | Floor van Gaalen |
| Leo Alkemade       | Gerben           |
| Frank Sheppard     | Mr. Winston      |
| Manuel Broekman    | Sexy Steven      |
| Marwan Kenzari     | Richard          |
| Géza Weisz         | regisseur        |
| Jon Karthaus       | showmaster       |